# Cyril Bron
Cyril Bron, né le 8 mars 1978 à Neuchâtel, est un réalisateur suisse.

## Biographie
Il est né le 8 mars 1978 à Neuchâtel, en Suisse. En 2005, il est diplômé de l'École supérieure des beaux-arts de Genève, section cinéma. Il travaille comme réalisateur et anime des ateliers de vidéo et donne des cours sur l'image.

## Filmographie
- 2000 : Amour tartare
- 2003 : Cochon grillé
- 2004 : Papillons sur la lune
- 2008 : Annonciation
- 2009 : Baby Jane
- 2013 : Milky Way (avec Joseph Incardona)

### Directeur de la photographie
- 2018 : 13 novembre : Fluctuat nec mergitur (mini-série) de Jules et Gédéon Naudet
- 2024 : Challenger